# جيمس جون غارث ويلكنسون
جيمس جون غارث ويلكنسون (بالإنجليزية: James John Garth Wilkinson) (و. 1812 – 1899 م) هو طبيب، ومترجم، وشاعر بريطاني، توفي عن عمر يناهز 87 عاماً.